# Richard Sandrak
Richard Sandrak (Ucrania, 15 de abril de 1992) es un joven culturista, actor y artista marcial de nacionalidad estadounidense conocido por su cambio físico y pérdida de  tono muscular.antes considerado el niño más fuerte pero hoy solo como un tipo más

## Biografía
En 1997, la familia Sandrak se trasladó a Hollywood con el deseo de impulsar la carrera de Richard. Una vez allí, Pavel Sandrak llevó a su hijo ante Frank Giardina, entrenador e intérprete, para ayudar con su carrera a Richard. Giardina quedó perplejo ante el elevado tono muscular de Richard, llegando a pensar que no podía ser real. Tras mostrarle sus habilidades Richard se hizo famoso instantáneamente. Comenzó a conceder entrevistas en revistas y televisión, y se convirtió en la atracción principal en eventos como Míster Olympia, Night of Champions y el Arnold Classic entre otros. Tiempo después, Richard empezó a dedicarse a la actuación, llegando a aparecer en televisión y en dos películas, siendo el protagonista en una de ellas, Little Hercules.
En la actualidad, ya no se le considera el chico más fuerte del mundo, ya que perdió mucho tono muscular después de haber perdido a su entrenador, su padre, quien fue condenado a prisión por maltratar a su esposa. Pese a ello, Richard todavía hace entrenamientos, aunque más moderados, conservando aún una musculatura importante. Por otro lado, al margen de sus papeles como actor, Richard dedica su tiempo a labores de entrenador y nutricionista.

## Carrera
| Año  | Producción                        | Rol             | Notas                       |
| ---- | --------------------------------- | --------------- | --------------------------- |
| 2000 | Ripley, ¡aunque usted no lo crea! | Él mismo        | 1 capítulo (televisión)     |
| 2006 | Hogan Knows Best                  | Él mismo        | 1 capítulo (televisión)     |
| 2009 | Little Hercules                   | Hércules        | Película (protagonista)     |
| 2011 | The Legends of Nethiah            | Nethiah (joven) | Película (papel secundario) |